# روجریو گوچو
روجریو گوچو (به پرتغالی: Rogério Márcio Botelho) مهاجم اهل برزیل است که در شهر Assis Chateaubriand, Paraná و در تاریخ ۲۸ سپتامبر ۱۹۷۹ به دنیا آمده‌است.
روجریو گوچو در تیم‌های فوتبال Juventus-SP سابقهٔ حضور دارد.